# Baissophryganoides monstruosus
Baissophryganoides monstruosus is een fossiele soort schietmot uit de familie Phryganeidae.